# Gregor Fisher
Gregor Fisher (* 22. prosince 1953 Glasgow, Skotsko) je skotský komik a herec. Poprvé na sebe upozornil v roce 1978 v televizním seriálu Scotch & Wry. Hrál i ve známých filmech Jak zabít kněze, Láska nebeská, Kupec benátský nebo Lassie.
Je ženatý a má tři děti.